# Паразитоиди
Паразитоиди су инсекти који припадају групи опнокрилаца (Hymenoptera), чије се ларве развијају тако што се хране другим инсектима. Тај процес на крају доводи до смрти домаћина. Иако паразитоиди имају природну историју и идентитет, они су мало познати међу особама које нису изучавале биологију. Веома су важни у пољопривредним екосистемима где утичу и регулишу густину становништва свог домаћина. Паразитоиди имају сличности са предаторима и паразитима: попут предатора они убијају свог домаћина, а, као и многи паразити, искоришћавају само једног домаћина да би се у потпуности развили. Домаћини паразитоида могу да буду и биљке и инсекти (углавном они који се брзо репродукују, типа гриња и нематода).
Сам назив паразитоиди је осмишљен пре стотину година, али је тек у последње две деценије прихваћен од стране биолога.
Живот једног паразитоида се може описати у четири стадијума: јаје, ларва, лутка, одрасла јединка.

## Динамика популације
Динамика популације се израчунава Николсон-Бејлијевим моделом. Овај најједноставнији модел који се користи када имамо тесно повезане интеракције између паразитоида и домаћина предвиђа осциловање раста популације док паразиотид не изумре због ниске густине, а домаћин или постане изумро због деловања паразитоида или показује неограничен раст у случају да паразитоид први изумре.

## Избор домаћина
С обзиром на то да су и паразитоиди и њихови домаћини веома мали, налажење одговарајућег домаћина је тежак задатак. Женке паразитоида су вођене многим сензорима за проналажење домаћина. Користе се индивидуалне назнаке на хијерархијски начин према ефекту на просторним скалама.
Пример - Pimpla turionellae: ова врста, међу другим чулима, користи вибрације (ехолокација на чврстим подлогама) да би пронашла себи домаћина. Локацијом и фреквенцијом је, помоћ појединачних или комбинованих назнака, пронађено место где ће јаја бити излежена на цилиндричном стаблу биљке.
Истраживања су показала да паразитоиди који користе визуелне или механичке сензоре могу веома прецизно да нађу домаћина без обзира којом назнаком се користе у том тренутку. Комбиновањем ове две назнаке повећава се прецизност проналаска домаћина. Ни једна ни друга назнака нису фаворизоване у проналаску домаћина.

## Однос полова
Паразитоиди из рода Hymenoptera имају хаплоидан генетички систем - мужјаци се развијају из неоплођених јаја, а женка из оплођених. Пол јајета је под директном контролом своје мајке, а и релативно је лако да се природно одреди пол прилагођен локалним условима. Ресурси приликом развоја се подједнако деле између синова и кћери, мада дешава се и да је већа (тј. мања) количина ресурса потребна или синовима или кћерима. У многим врстама паразитоида браћа оплођују сестре, а и дешава се да је велика компетиција међу мужјацима (браћом). Ово се дешава због односа пола који је пристрасан женкама. Усамљени паразитоиди често лежу мушка јаја у мањим домаћинима, а жене у већим.

## Развиће одрасле јединке
У почетку ларве наносе домаћину безначајну штету, али са већим степеном свога развоја оне га поптпуно поједу, те на тај начин, домаћин умире, не достижући стадијум лутке или период после ње. На крају, из онога што је некада представљало лутку домаћина, излазе одрасли паразитоиди. Често се у сваком домаћину развија само један паразитоид, али у неким случајевима један домаћин је заражен неколицином јединки паразитоида. То није ништа необично ако имамо у виду да постоји велики број инсеката и да паразитоиди могу да имају паразитоиде.